# Droguerie
Ne doit pas être confondu avec Drugstore.

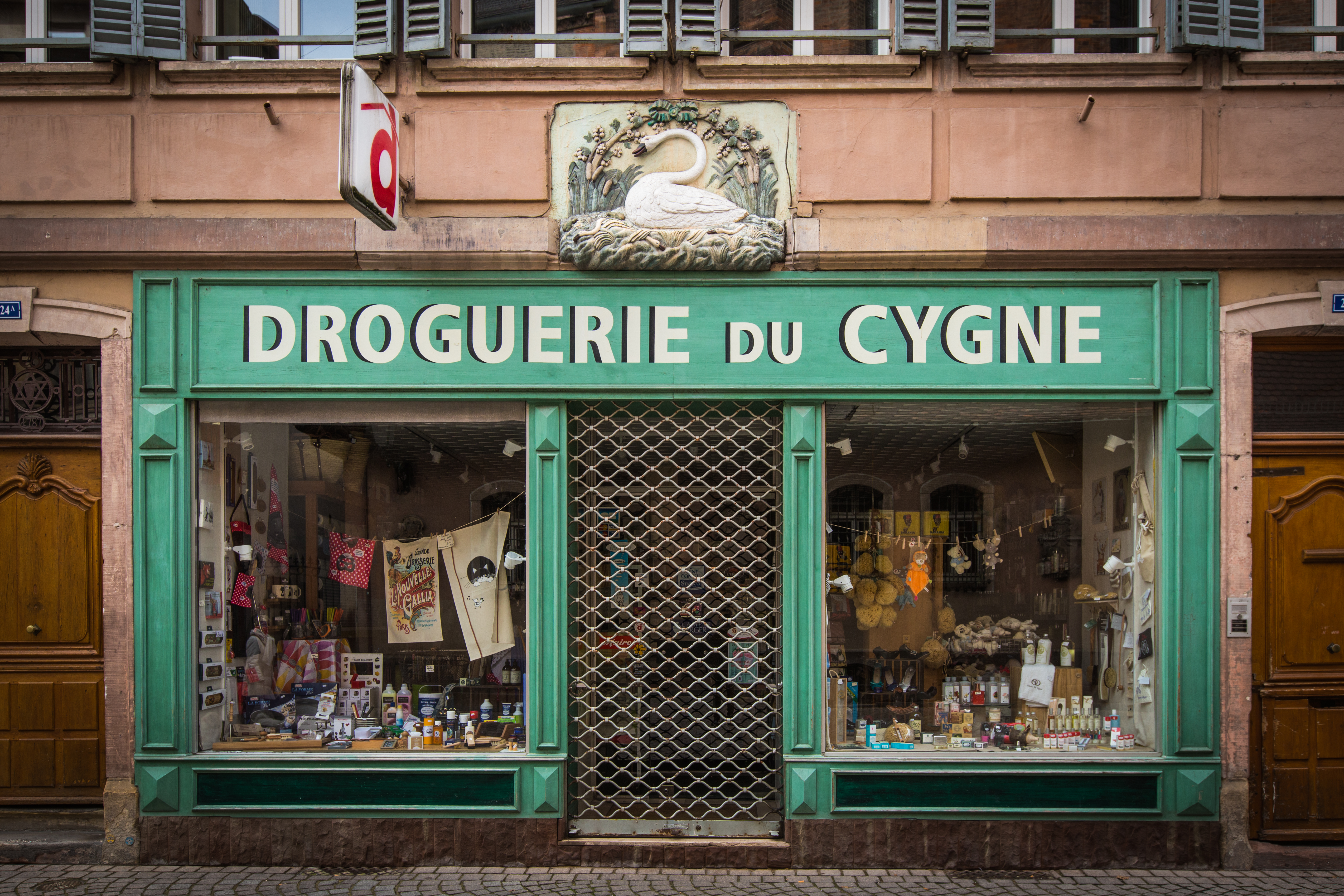
La Droguerie du Cygne à Strasbourg.

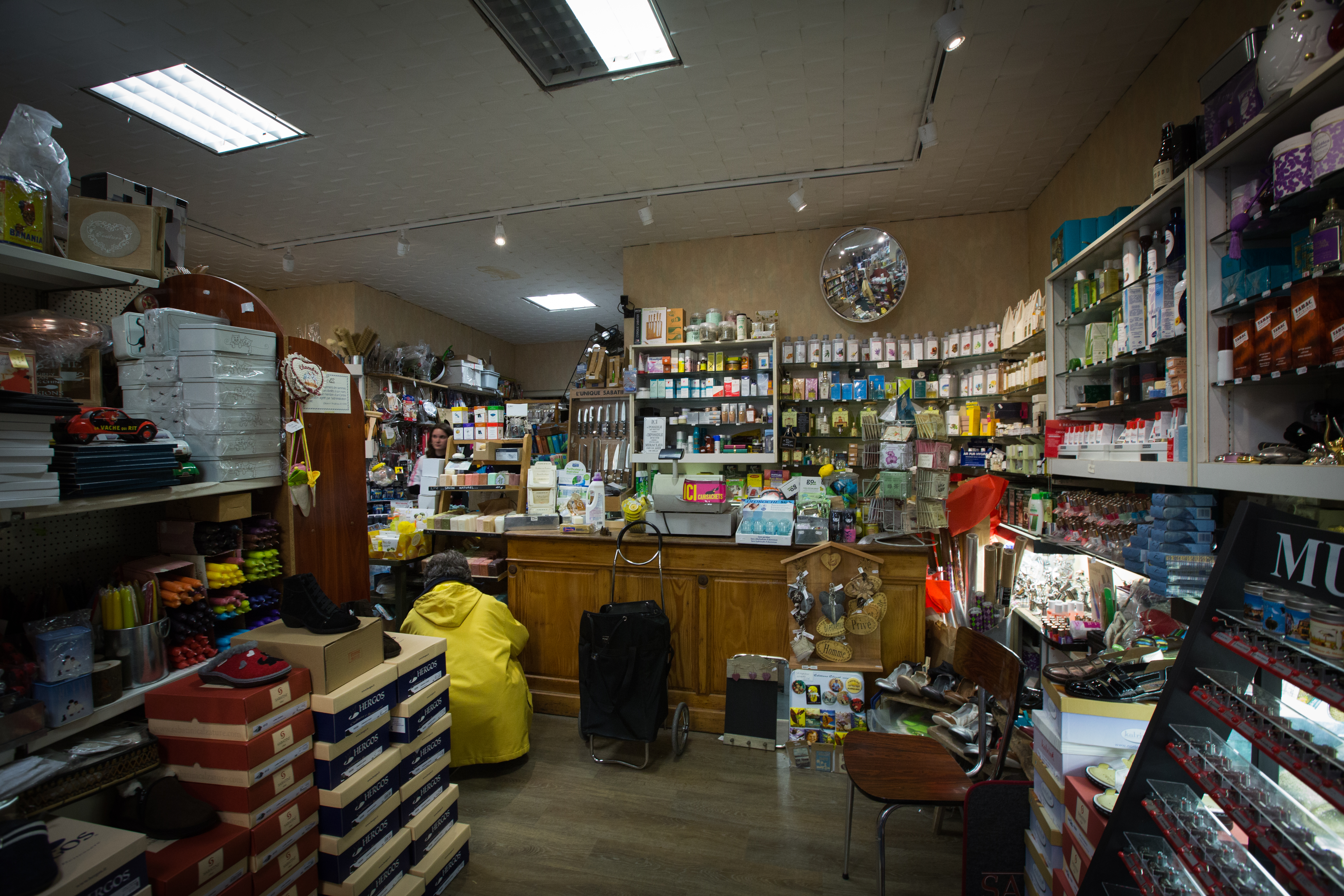
Intérieur de la Droguerie du Cygne à Strasbourg.

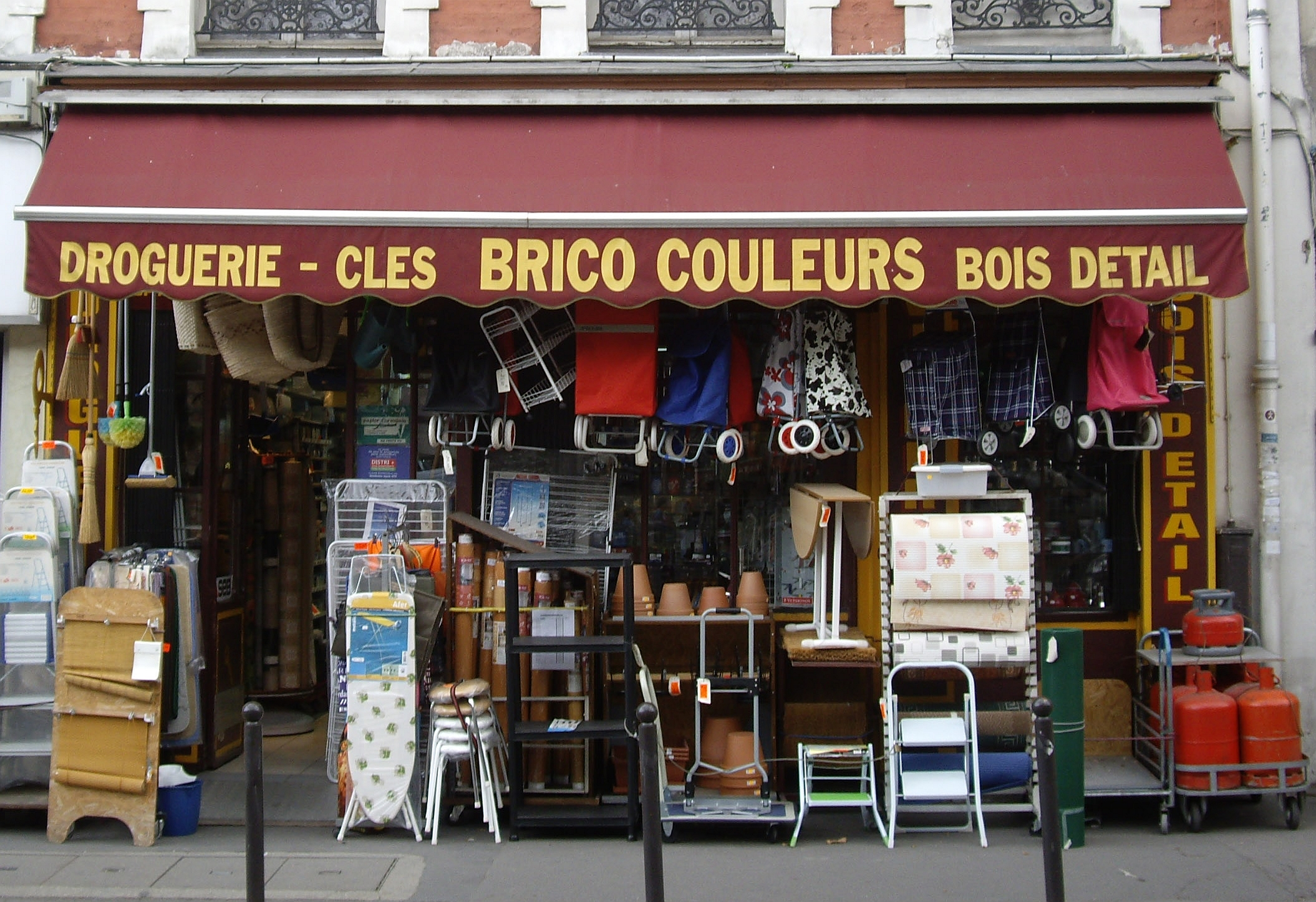
Droguerie sur le boulevard de Charonne à Paris.

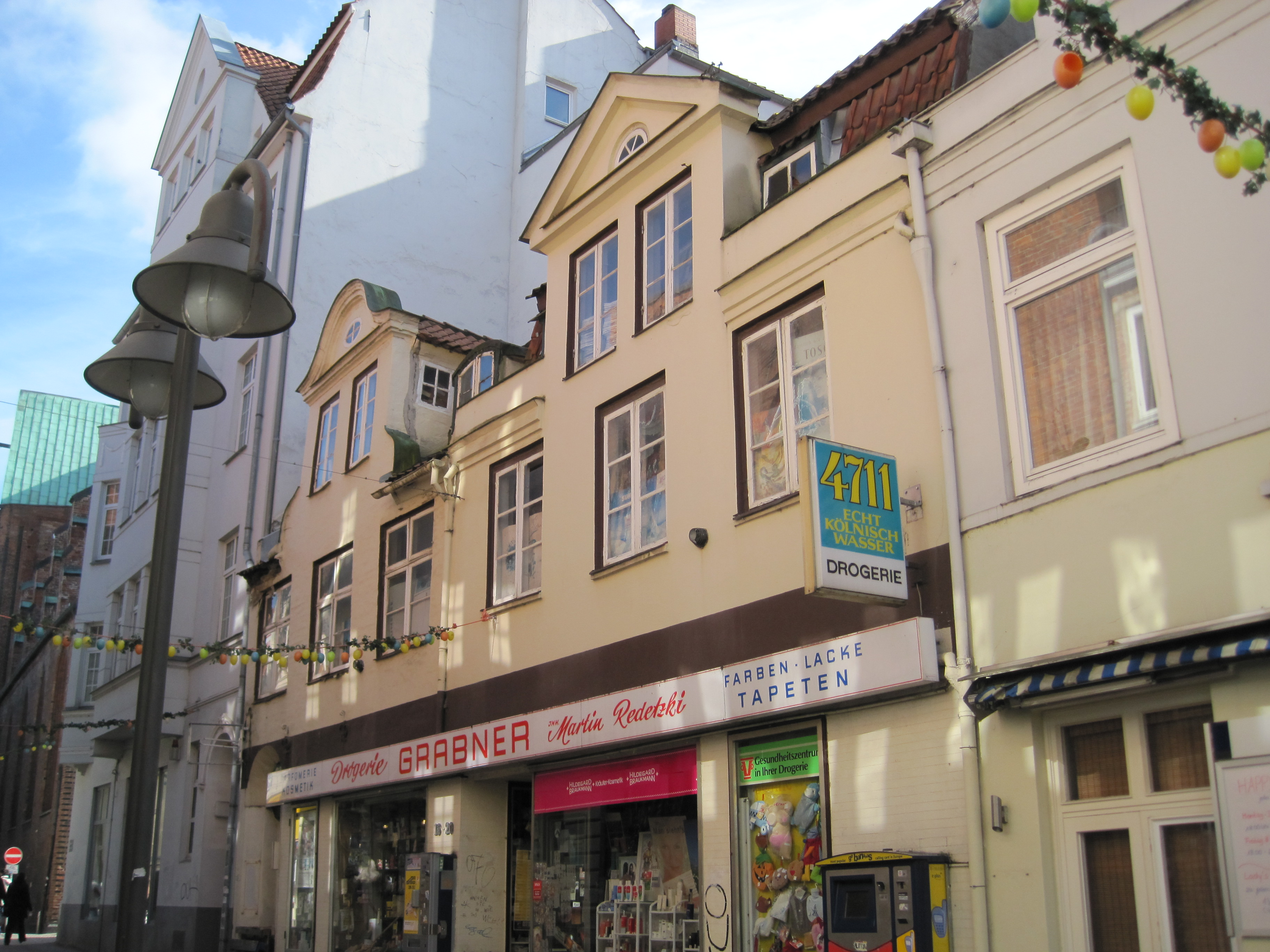
Droguerie dans la Pfaffenstraße à Lübeck.

Une droguerie est un commerce vendant principalement des produits liés aux soins corporels et à l'entretien domestique.

## Définition
Une droguerie est une boutique où l'on vend des produits destinés aux soins corporels (toilette, hygiène, cosmétique) et à l'entretien domestique (ménage et entretien de la maison).
Les drogueries vendent aussi des articles de cadeaux, de la quincaillerie, de l'outillage, du matériel de bricolage ou certains produits alimentaires (sucreries, thés et infusions). Certaines drogueries peuvent enfin vendre des produits animaliers, faire de la découpe de verre, découpe de bois et des petits travaux d'électricité, de plomberie, de pose de vitres, etc.
En Amérique du Nord, il n'y a pas de séparation stricte entre drogueries et pharmacies. En revanche, dans de nombreux pays d'Europe, les drogueries ne peuvent pas vendre de médicaments, ou seulement une gamme limitée.

## Origines
Dans le mot droguerie il y a « drogue ». Selon le Dictionnaire universel du commerce de Jacques Savary (1740), « droguerie » est un « terme général qui signifie toutes sortes de drogues qui se vendent chez les marchands du corps de l'épicerie, particulièrement de celles dont on se sert pour les teintures et pour la médecine ». Au XVIIIe siècle, on appelait aussi « drogues » « les choses de peu de valeur que l'on veut mettre dans le commerce », « les compositions dont les artistes ont le secret », ou « un sel ou cendre de verre dont on se sert dans quelques blanchisseries pour le blanchissage des toiles ».

## Marché
Le leader européen de la droguerie est le groupe allemand DM-Drogerie Markt, qui est très présent dans une douzaine de pays d'Europe centrale et orientale mais totalement absent en Europe de l'Ouest où les produits d'hygiène et ménagers s'achètent principalement en supermarché et en parapharmacie, ces dernières vendant parfois aussi quelques produits ménagers spécialisés.